# مگس (فیلم ۱۹۸۶)
مگس (به انگلیسی: The Fly) فیلمی آمریکایی در ژانر ترسناک و علمی–تخیلی به کارگردانی دیوید کراننبرگ محصول سال ۱۹۸۶ است. فیلم مگس توسط بروکس‌فیلمز تولید و توسط کمپانی فاکس قرن بیستم توزیع شد. این فیلم کمابیش بر اساس داستان کوتاهی به همین نام از جورج لانگلان ساخته شده است که اساس فیلم مگس (۱۹۵۸) نیز بر پایهٔ همان داستان بود. موسیقی فیلم توسط هاوارد شور ساخته شد و کریس والاس ایجادگر گریم‌ها بود که همراه با گریمور استفان دوپویی برندهٔ جایزه اسکار بهترین گریم شد. فیلم مگس ۲ دنباله این فیلم است.